# Альфонсо, Энрико
Энрико Альфонсо (итал. Enrico Alfonso; родился 4 мая 1988 года, Падуя, Италия) — итальянский футболист, вратарь итальянского клуба «СПАЛ». Выступает в составе «Виртус Верона» на правах аренды.

## Клубная карьера

### Ранние годы
В возрасте 6 лет Энрико Альфонсо сделал первые шаги в футболе в команде «Альте Чеккато». Спустя 4 года он продолжил обучение в академии «Монтеккьо Маджоре». В 2003 году Альфонсо присоединился к молодежной команде «Кьево». 5 декабря 2004 года он был впервые заявлен на игру Серии А с «Кальяри» в качестве запасного вратаря. Летом 2006 года Энрико отправился в аренду в клуб Серии C1 «Пиццигеттоне», где провел 9 матчей.

### «Интернационале»
27 августа 2007 года Альфонсо подписал пятилетний контракт с «Интернационале». Он занял роль четвертого голкипера, заменив Фабиана Карини, ушедшего в «Реал Мурсия». В этом же году Энрико провел 7 игр в составе молодежной команды «Интера» в Примавере. 17 января 2008 года Альфонсо дебютировал в матче Кубка Италии с «Реджиной», где «Интер» одержал победу со счетом 3:0.
В январе 2008 года Альфонсо был отдан в аренду в «Венецию» до конца сезона. Сезон 2008/09 он провел «Пизе» из Серии B. После вылета «Пизы» в Серию C и ее финансового краха, Альфонсо был передан в «Модену» на сезон 2009/10, где он стал основным вратарем и сыграл 37 матчей в чемпионате.
В июле 2011 Энрико Альфонсо отправился в аренду в «Кремонезе» вместе с Микеле Риджионе и Риккардо Бокалоном. Летом 2012 года голкипер стал полноправным игроком «Кремонезе».

### «Виченца» и «Про Пьяченца 1919»
В конце июля 2013 года футболист присоединился к клубу «Виченца» на предсезонные игры для просмотра. 10 августа Альфонсо подписал контракт до конца сезона. По итогам сезона «Виченца» перешла в Серию B, а Энрико покинул команду после завершения контракта, сыграв 7 матчей в рамках чемпионата.
26 сентября 2014 года Альфонсо, будучи свободным агентом, стал игроком «Про Пьяченца 1919». За сезон 2014/15 в третьем дивизионе Энрико провел 32 игры.

### «Читтаделла» и «Брешиа»
16 июля 2015 года Энрико Альфонсо подписал контракт с «Читтаделлой». Голкипер сразу стал основным игроком команды. В конце сезона 2015/16 «Читтаделла» заняла первую строчку в турнирной таблице и гарантировала себе место в Серии B на следующий год.
Летом 2018 голкипер покинул «Читтаделлу», записав на свой счет 113 матчей за команду. В июле того же года Альфонсо подписал контракт с «Брешиа» до июня 2021. В дебютной кубковой игре с «Про Верчелли» его новая команда одержала победу в серии пенальти со счетом 5:2. 1 мая 2019 года, после победы над «Асколи» со счетом 1:0, «Брешиа» обеспечила себе повышение в Серию А. В сезоне 2019/20 Альфонсо уступил место основного вратаря финскому голкиперу Ессе Йоронену. Дебют Энрико в высшей лиге состоялся 29 октября 2019 года в матче с «Интернационале», где «Брешиа» проиграла со счетом 2:1. Сыграв еще 3 матча в Серии А, Альфонсо расторг контракт с командой в августе 2020 года.

### «Кремонезе» и «СПАЛ»
26 августа 2020 года Альфонсо вернулся в «Кремонезе» спустя восемь лет. За полтора года пребывания в клубе он принял участие в 8 играх чемпионата.
29 января 2022 футболист подписал контракт с клубом «СПАЛ» до июня 2023 года. Будучи основным игроком команды, 2 ноября Альфонсо продлил контракт с клубом до 2024 года. По итогам сезона 2022/23 «СПАЛ» опустился в Серию C. В начале сезона 2023/24 Альфонсо уступил место в основном составе Дель Фаверо.
В августе 2024 года Альфонсо отправился в аренду в клуб Серии C «Виртус Верона».

## Достижения

### «Читтаделла»
- Серия C: 2015/16

### «Брешиа»
- Серия B: 2018/19